# Josef Schmitz-Helbig
Josef Schmitz-Helbig (* 10. August 1921 in Frechen; † 3. Juni 2008 ebenda) war ein deutscher Architekt. Er wirkte vor allem im Raum Köln. Sein Schaffen umfasste sowohl Sakral- als auch Profanbauten.
Er gründete 1962 den Kunstverein Frechen, dessen Vorsitz er viele Jahre innehatte. Die Grafik-Biennale – später Triennale – des Frechner Kunstvereins genießt internationales Ansehen. Schmitz-Helbig selbst beschäftigte sich in seiner Freizeit viel mit Architekturzeichnungen. Darüber hinaus war er ein Förderer der Musik. Er ist Preisträger des Rheinlandtalers Musik.

## Bauwerke
- Kirchenbauten u. a.:

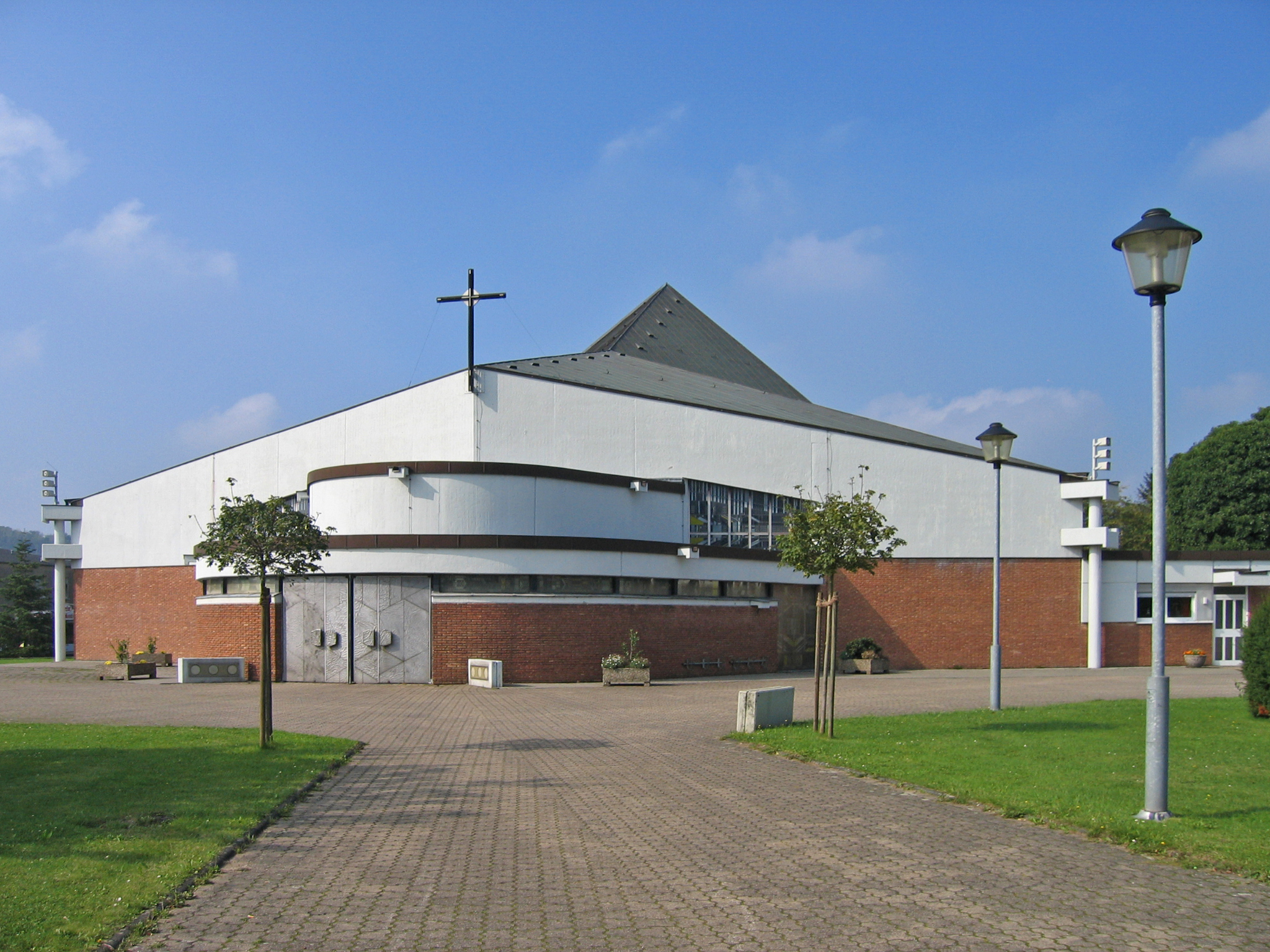
Architekt Josef Schmitz-Helbig: St. Antonius, Frechen-Habbelrath

  - St. Antonius Frechen-Habbelrath (konsekriert 1975)[2]
- Kirchliche Profanbauten u. a.:
  - Pfarrzentrum St. Antonius Frechen-Habbelrath: Pfarrhaus, Kindergarten, Pfarrheim
- Öffentliche Bauten
  - Terrassenfreibad Frechen (1958)
  - Sportlerheim auf der Sportanlage in Frechen-Habbelrath
  - Hauptschule Herbertskaul, Frechen
  - St. Katharinen-Krankenhaus, Frechen[3]

## Literatur

Architekt Josef Schmitz-Helbig: Autohaus, Ausstellungs- und Verkaufsgebäude, Frechen